# ザ・ショーン・メンデス・EP
ザ・ショーン・メンデス・EPは、カナダの歌手、ショーン・メンデスによるデビューEPである。

## 概要
2014年7月28日にアイランド・レコードからリリースされ、発売から僅か一週間で48,000枚を売り上げ、アメリカのBillboard 200で初登場5位を記録した。このEPにはシングル「Life of the Party」が含まれている。後にiTunes Storeでも発売され、プロモーショナル・シングルとして「Show You」「One of Those Nights」「The Weight」がそれぞれリリースされた。2016年4月の時点で、アメリカでの売り上げは103,000枚である。